# Seppuku

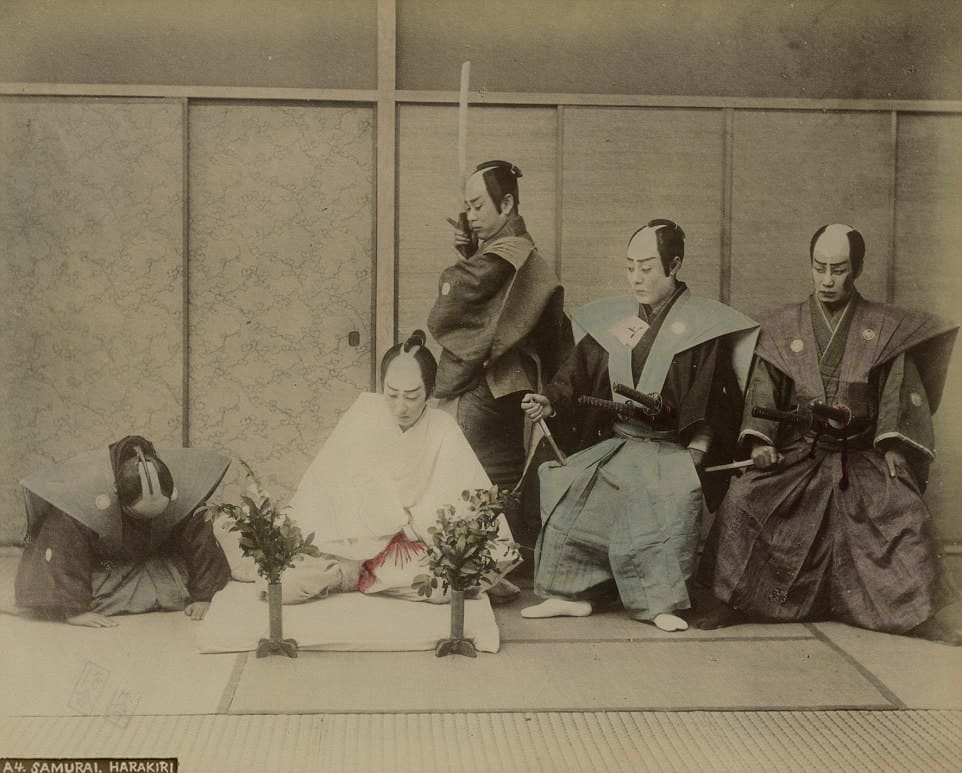
Foto uit 1897 van een in scène gezette Seppukuceremonie. De man in het wit pleegt seppuku. De man naast hem geeft hem de hiervoor benodigde tanto. Achter hem staat de kaishakunin klaar om toe te slaan.

Seppuku (Japans: 切腹), ook wel harakiri (Japans: 腹切り) genoemd (zie later), is de traditionele vorm van zelfmoord voor de samoerai in Japan, uitgevoerd door het met een vlijmscherp lang mes opensnijden van de buik en indien mogelijk het vervolgens - zonder een kik te geven - toebrengen van een snee in het hart.
Seppuku had tot doel om schande en verlies van eer te voorkomen. Het idee erachter is dat door het opensnijden van de buik het slachtoffer zich volledig bloot geeft. Volgens Japanse traditie zit de ziel van een persoon in diens onderbuik (hara).

## Motieven
Het plegen van seppuku kon de volgende redenen hebben:
- niet levend in de handen van de vijand willen vallen en de schande van een nederlaag willen voorkomen (sokutsu-shi)
- wanneer een samoerai uiting wilde geven aan de haat tegenover een vijand die onbenaderbaar voor hem was (muna-bara)
- om onvrede te tonen over een beslissing van zijn meester, de ultieme wijze om de meester zijn beslissing te laten herzien (kanshi)
- om protest of ontevredenheid aan te geven (funshi)
- boetedoening voor een gepleegde misdaad (in dat geval werd seppuku door een daimyo opgelegd aan een samoerai)
- het volgen van een meester in de dood (junshi of oibara).

## Harakiri

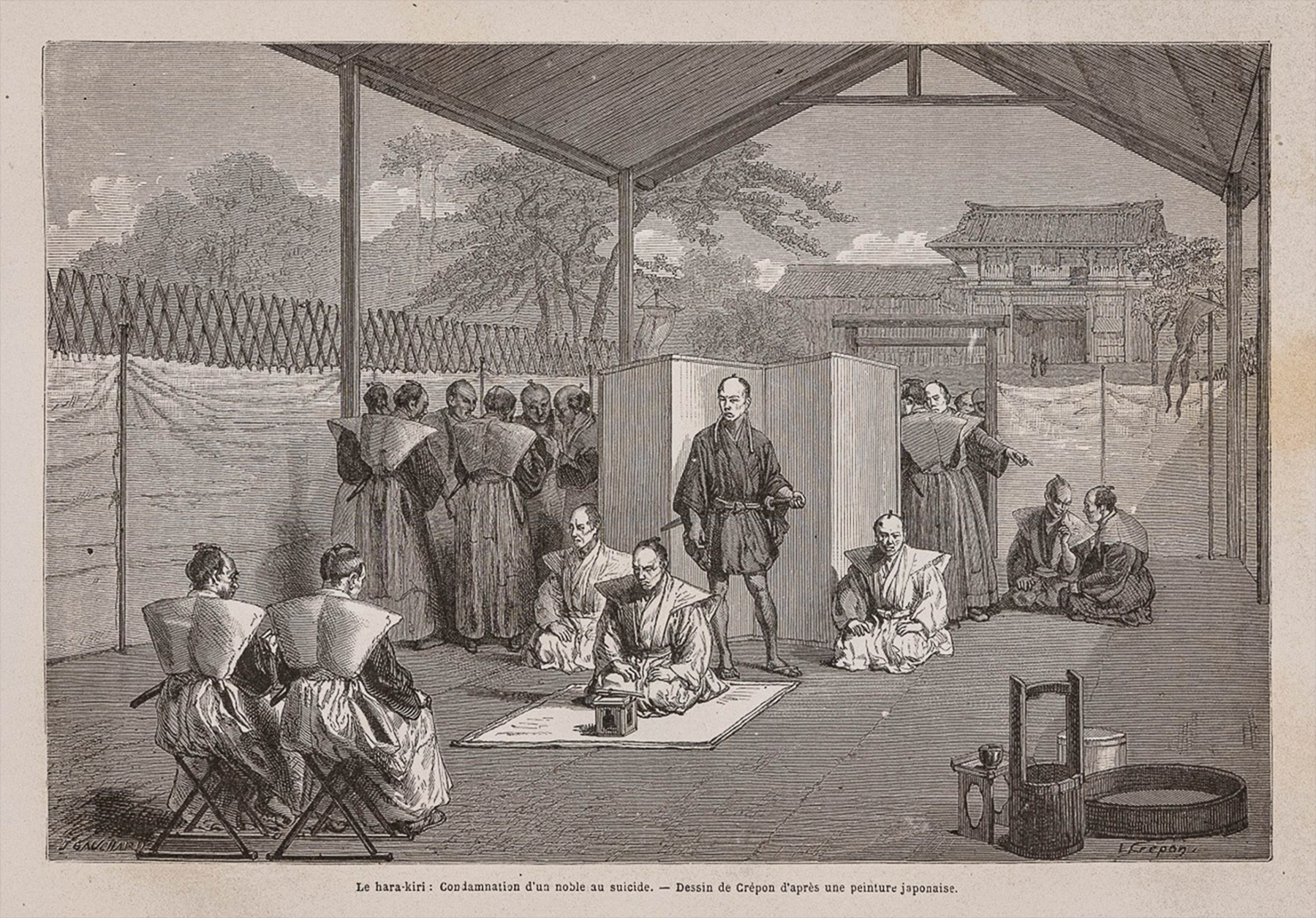
Illustration titled Harakiri: Condemnation of a nobleman to suicide. drawing by L. Crépon adapted from a Japanese painting, 1867

Seppuku wordt ook harakiri (腹切り) genoemd, dat letterlijk: "de (onder)buik opensnijden" betekent. Hara betekent "buik" en kiri betekent "opensnijden". Een aantal andere betekenissen zijn hiervan afgeleid. Doorgaans worden de termen seppuku en harakiri door elkaar gebruikt, maar in praktijk was harakiri een versie van seppuku, die uitgevoerd werd door gewone mensen (niet samurai) zonder hulp van een kaishakunin.

## Ceremonie

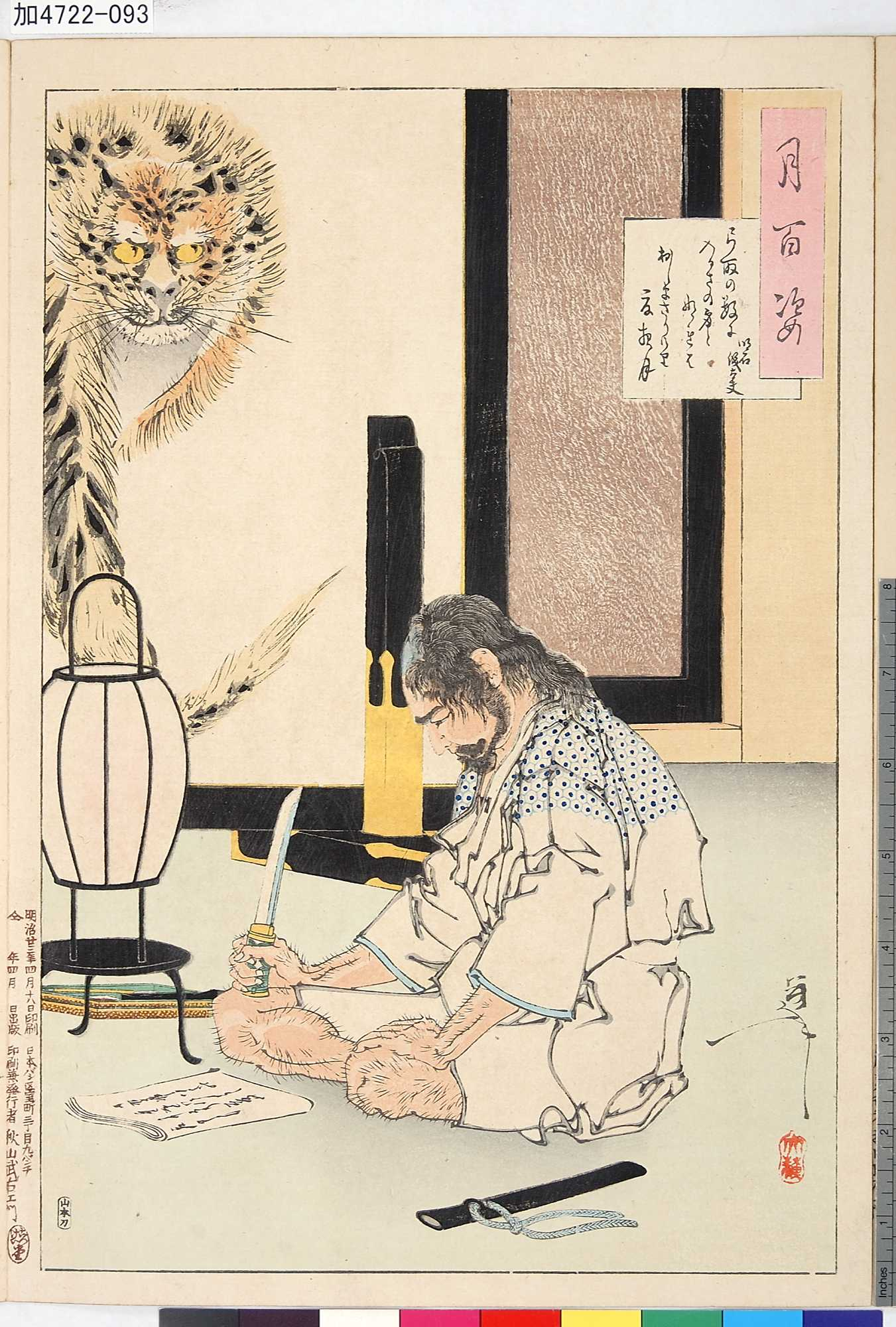
Generaal Akashi Gidayu bereidt zich, na het verlies van een veldslag voor zijn meester in het jaar 1582, voor op het plegen van seppuku, door het schrijven van een gedicht over zijn dood. Deze voorbereiding is onderdeel van het ritueel.

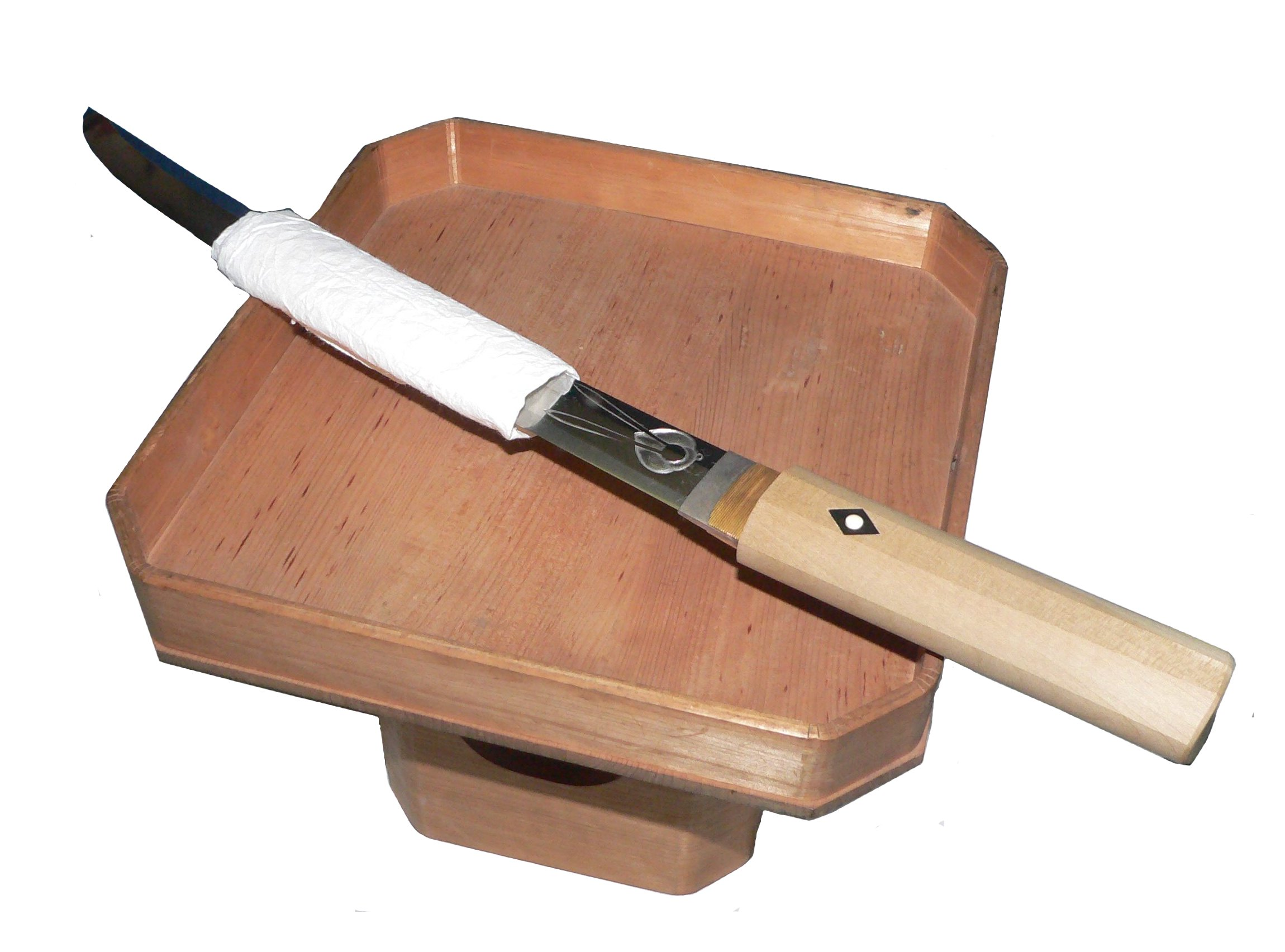
Een tanto, het traditionele wapen voor een rituele seppuku

Op het slagveld, na verlies, werd seppuku snel en zonder ceremonie uitgevoerd. Indien er sprake was van een vrijwillige daad buiten het slagveld om, dan werd er veel aandacht besteed aan de bijbehorende ceremonie. Zo was de locatie altijd een belangrijk punt. De ceremonie werd vaak uitgevoerd bij een tempel (geen Shinto-tempel) of binnenshuis. De grootte van de beschikbare ruimte was ook zeer belangrijk. Een samoerai met een hoge rang had recht op een grotere ruimte. De samoerai was voor de ceremonie gekleed in een witte kimono, en schreef vaak voorafgaand aan de daad nog een sterfgedicht. Alle zaken met betrekking tot de ceremonie waren tot in detail uitgewerkt en werden uiterst nauwkeurig uitgevoerd.
Naast de persoon die seppuku pleegde was de kaishakunin als belangrijkste persoon aanwezig tijdens de ceremonie. Om eerverlies te voorkomen moest pijn stoïcijns verdragen worden. De kaishaku was verantwoordelijk voor het toebrengen van de genadeslag en voorkwam op die manier een lange pijnlijke doodsstrijd met verlies van eer als gevolg. Deze genadeslag bestond uit het vrijwel geheel afhakken van het hoofd. Vooraf werd duidelijk afgesproken wanneer de kaishaku zijn werk zou moeten uitvoeren, bijvoorbeeld als de samoerai zijn nek aanbood of naar een bepaald voorwerp greep.
De snee in de buik werd gemaakt met een speciaal mes, tanto genaamd. De snee liep horizontaal van links naar rechts. Vervolgens, wanneer men er nog toe in staat was, werd met de tanto een verticale snee gemaakt, richting aorta.
De benaming van seppuku, gepleegd door de vrouw van een samoerai, was 'jigai'. Voor het uitvoeren van 'jigai' bond ze haar enkels aan elkaar, zodat ze ook in haar dood een fatsoenlijke houding zou aannemen. In plaats van het opensnijden van de buik, maakte ze een snee in haar hals.
Sommige samurai kozen ervoor om een veel zwaardere vorm van seppuku uit te voeren (jūmonji giri), waarbij geen kaishakunin aanwezig was om het lijden van de samoerai snel te eindigen. Hij maakte een tweede, verticale snijwonde die pijnlijker was, in de buik. Een samoerai die jumonji giri uitgevoerd had, moest in stilte lijden tot hij doodbloedde, met zijn handen over zijn gezicht.

## Seppuku als doodstraf

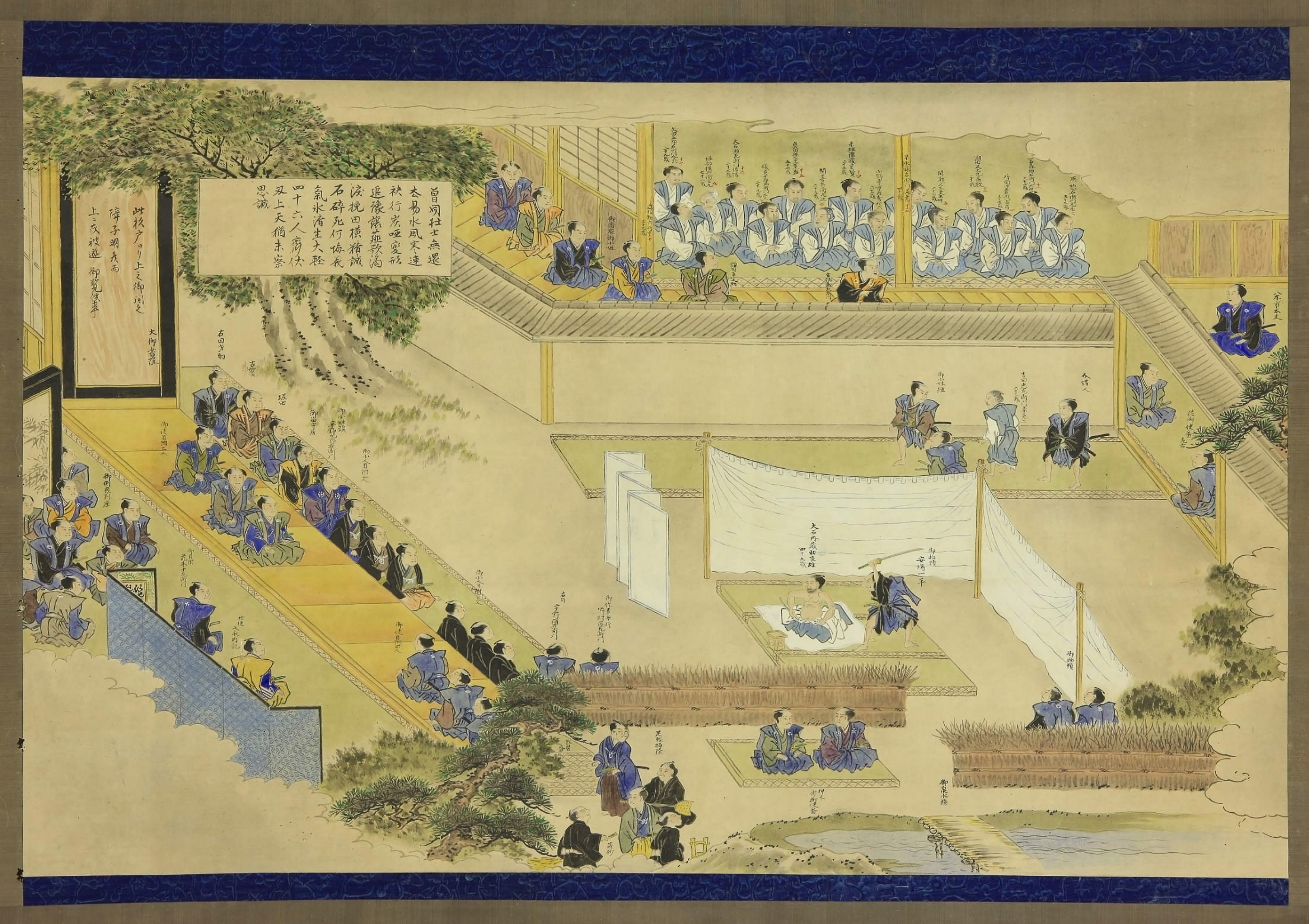
Oishi Yoshio seppuku

Seppuku zoals hierboven beschreven is het meest bekend en vond plaats indien een samoerai zelf voor de daad koos. Seppuku kon ook worden opgelegd als doodstraf aan samoerai die een serieuze misdaad tegen hun meester hadden begaan of om andere redenen worden opgelegd. Hierbij werd een alternatieve ceremonie gehouden, waarbij de misdaden van de samoerai hardop werden voorgelezen, waarna de samoerai in kwestie de kans kreeg binnen een bepaalde tijd seppuku te plegen.
Het plegen van seppuku was een eervolle dood. Gewone criminelen die ter dood veroordeeld waren, hadden dit recht niet.

## Seppuku vandaag de dag
Officieel verdween seppuku met het verdwijnen van de samoeraiklasse en de daimyo tijdens de Meiji-restauratie. Toch zijn er daarna nog gevallen van seppuku bekend, onder meer tijdens en kort na de Tweede Wereldoorlog. De bekende Japanse schrijver Yukio Mishima pleegde in 1970 seppuku, toen hij met zijn privéleger Tatenokai het hoofdkantoor van de Japanse Zelfverdedigingstroepen in Tokio bezette en het leger geen gehoor wenste te geven aan zijn eisen.
Zelfs vandaag de dag (gesteld in 2010) heeft men in Japan een andere kijk op zelfmoord dan in het westen. Men zal eerder begrip kunnen opbrengen voor iemand die wegens 'falen' of gezichtsverlies kiest voor zelfmoord.

## Afbeeldingen

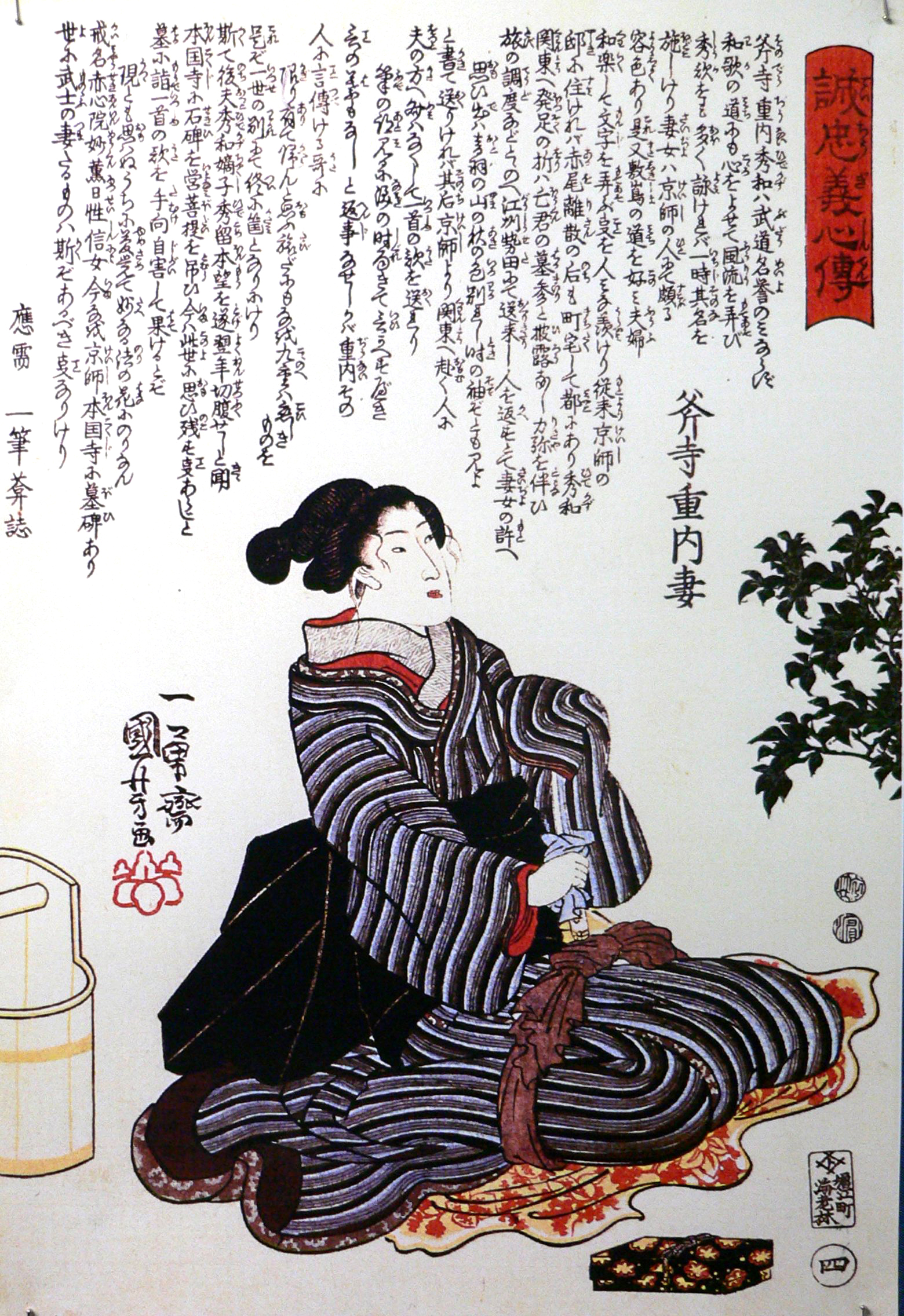
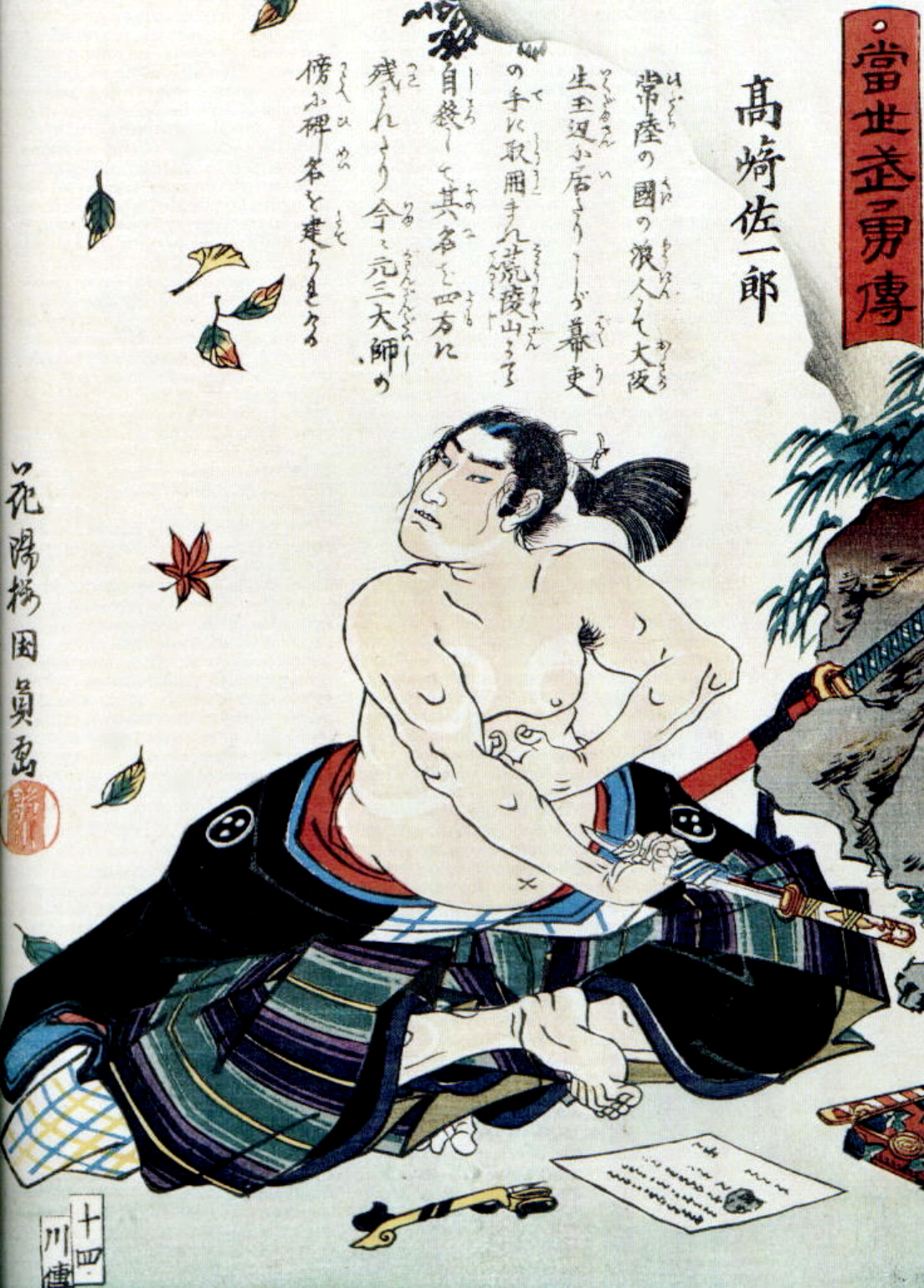
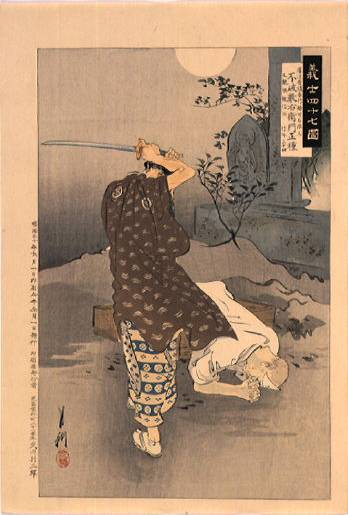
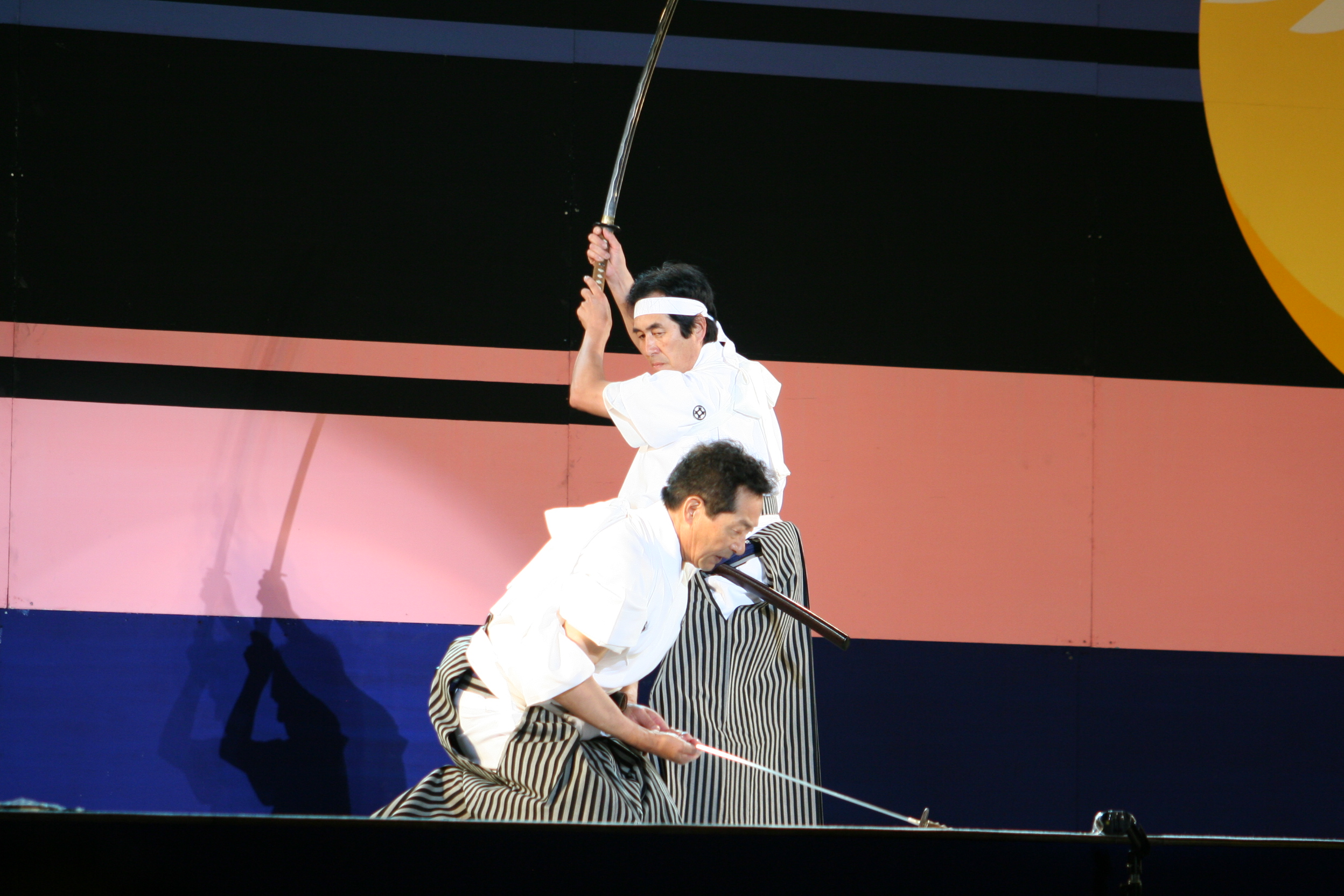
Traditionele dans